# Ephedra intermixta
Ephedra intermixta är en kärlväxtart som beskrevs av H.C.Cutler. Ephedra intermixta ingår i släktet efedraväxter, och familjen Ephedraceae. Inga underarter finns listade i Catalogue of Life.